# 九頭蛇70航空火箭彈
九頭蛇 70航空火箭彈（英語：Hydra 70，也譯成海蛇航空火箭彈）是一系列在1972年服役，取代在1948年由美國海軍開發的2.75英吋（70毫米）Mk 4折疊尾翼式航空火箭彈。它是Mk 4 航空火箭彈的改良型。
Hydra 70航空火箭彈可選配多樣化的彈頭對應戰鬥任務需求，在21世紀推出的改良版本中，裝上尋標器使原本無導引的航空火箭彈可以升級為精確打擊武器。海蛇航空火箭彈廣受美國和其盟國部隊使用，在國際市場上同口徑的競爭軍備為加拿大開發的CRV7航空火箭彈。

## 概述
海蛇70航空火箭彈是由Mk 66固態火箭發動機為基礎，搭配不同戰鬥段的產物。美軍在二戰以後研發Mk 4 / Mk 40式2.75英吋航空火箭彈統一海、空軍航空火箭彈的規格，它配備在超過20種以上的武器載台，可以讓固定翼飛機和武裝直升機使用，向地面部隊提供近距離空中支援。
Mk 66固態火箭發動機沿襲Mk 4／Mk 40空射火箭所用固態引擎的穩定桿與點火器總成，但改良推進藥柱。Mk 66的藥柱使用新配方並增長藥柱，增加燃燒能量並延長燃燒時間。Mk 66固態火箭發動機全長1.06公尺、重6.2公斤，提供推力為1,335磅力（5,938.38牛頓，Mod 2／3）和1,415磅力（6,294.23牛頓，Mod 4），使射程較前代型號翻倍。海蛇70火箭彈增加的藥柱容積得益於它在尾翼結構的精進，Mk 40固態火箭發動機的尾翼收納在發射管時是向後摺疊，出管後轉向90度展開；Mk 66固態火箭發動機則是使用渦卷型尾翼，在管內呈弧形摺疊在火箭彈身內，出管後展開，運用高速自轉的途徑達成彈道穩定。這被稱為環繞折疊尾翼式航空火箭彈（英語：Wrap-Around Fin Aerial Rocket，縮寫：WAFAR）而非折疊尾翼式航空火箭彈（英語：Folding-Fin Aerial Rocket，縮寫：FFAR）。
為了提高在尾翼仍在展開的那時刻額外的穩定性，四個火箭噴嘴以一定的角度來嵌接令火箭在仍然在發射管到飛行過程中獲賦予輕微的旋轉。
如今，美国陆军OH-58D（R）「奇奧瓦戰士」偵察直升機和AH-64D「長弓阿帕契」攻擊直升機，以及海軍陸戰隊的AH-1「眼镜蛇」系列，都攜帶裝填著標準海蛇70航空火箭發射器的標準武器掛架。

### Mk 66火箭發動機衍生型
| 命名        | 描述 |
| ----------- | --- |
| Mk 66 Mod 0 | 70毫米（2.75英吋）環繞折疊尾翼式航空火箭彈通用火箭發動機； 通用动力九頭蛇70系列航空火箭彈的常見火箭發動機； 原來的雛形； 美國陸軍使用 |
| Mk 66 Mod 1 | Mk 66的衍生型； 生產衍生型； 美國陸軍使用                                                                                             |
| Mk 66 Mod 2 | Mk 66 Mod 1的衍生型； 具有防電磁波輻射對械彈危害（英語：Hazards of Electromagnetic Radiation to Ordnance，HERO）保險； 美國海軍和美國空軍使用                                         |
| Mk 66 Mod 3 | Mk 66 Mod 1的衍生型； 具有防電磁波輻射對械彈危害（英語：Hazards of Electromagnetic Radiation to Ordnance，HERO）保險； Mk 66 Mod 2的美國陸軍使用版                                    |
| Mk 66 Mod 4 | Mk 66 Mod 2／3的衍生型； 結合了一根食鹽桿，以減少廢氣排出； 所有部隊使用                                                              |
| Mk 66 Mod 5 | Mk 66 Mod 4的衍生型； 結合了在快速熾發時將推進劑放空的功能                                                                            |
| Mk 66 Mod 6 | Mk 66 Mod 4／5的衍生型； 設計用於降低第二次發射時的氣體的傾向，讓氣體在搭載火箭的飛機的發動機內燃燒，主要是由AH-64直升機所使用        |

## 服役
九頭蛇70 2.75英寸（70毫米）火箭彈彈族可執行各種各樣的功能。戰爭儲備統一及運載炸藥的彈頭可用於反器材、殺傷人員和抑制任務。九頭蛇70系列折疊尾翼式航空火箭彈彈族還包括煙霧掩護、照明和訓練用彈頭。九頭蛇 70 航空火箭彈主要是由彈頭的類型或是火箭發動機的命名，例如Mk.66在美軍服役聞名。

### 烏克蘭
在烏克蘭陸軍，九頭蛇70航空火箭彈彈族是由Mi-24雌鹿直升機使用M261 19管火箭發射器來發射。

### 美國

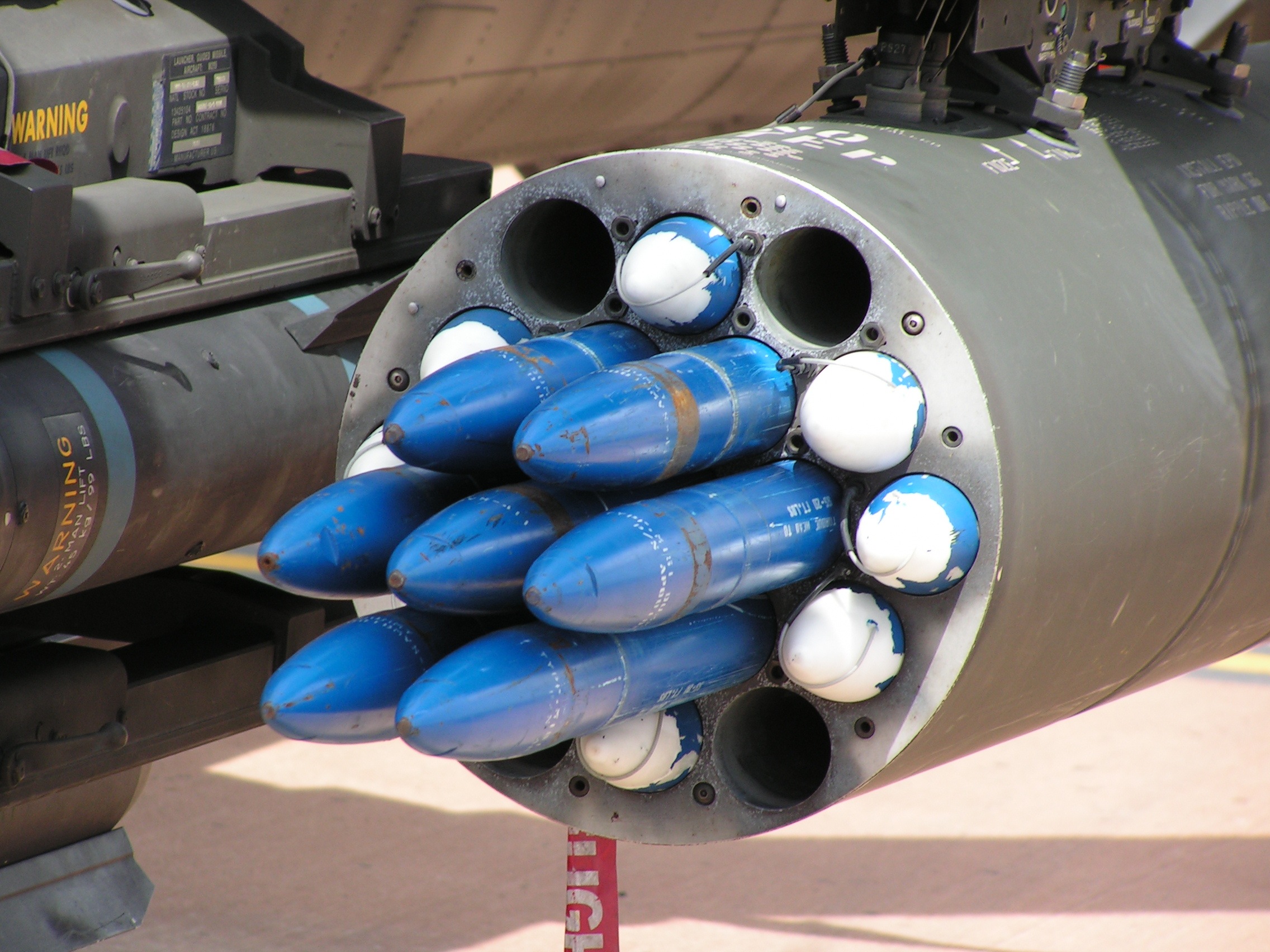
裝填在荷蘭AH-64A「阿帕奇」的M261火箭發射器內的多枚九頭蛇70。一些火箭的彈尖是白色，而且火箭長度亦較短，因為它們具有不同類型的引信與彈頭。

在美国陆军，九頭蛇70航空火箭彈彈族是由AH-64阿帕契直升機使用M261 19管火箭發射器、以及OH-58奇奧瓦偵察直升機使用M260 7管火箭發射器來發射；而在美国海军陆战队，AH-1「眼镜蛇」和以後的AH-1Z蝰蛇直升機可取決於任務，而採用M260和M261兩種火箭發射器。在M260和M261上的九頭蛇70航空火箭彈彈族均採用Mk 66系列火箭發動機，以取代過去的Mk 40系列火箭發動機。Mk 66具有降低系統的重量，並且提供遠程引信的設置界面的優點。九頭蛇70亦可以在美國陸軍服役的UH-60「黑鷹」多用途直升機和OH-6A 卡尤斯直升機直升機上從發射器中發射。
AH-1眼鏡蛇直升機和UH-1直升機採用了各種發射器，包括原來設計是使用Mk 40火箭發動機的M158 7管和M200 19管兩種火箭發射器來發射九頭蛇70航空火箭彈；然而，這些型號已經被美國海軍陸戰隊的升級衍生型所取代，因為他們並不與Mk 66火箭發動機相兼容。九頭蛇70火箭系統也被美國海軍和美国空军所使用。

### 與美國Mk 66兼容的常見發射器
| 命名      | 描述                                                                                    |
| --------- | --------------------------------------------------------------------------------------- |
| M260      | 7管輕型火箭發射器（英語：LightWeight Launcher，縮寫：LWL）                                                  |
| M261      | 19管輕型火箭發射器（英語：LightWeight Launcher，縮寫：LWL）                                                 |
| LAU-130/A | 19管火箭發射器                                                                          |
| LAU-131/A | 7管火箭發射器                                                                           |
| LAU-68D/A | 7管LAU-68C/A衍生型； 與Mk 66火箭發動機兼容； 具有外部熱保護塗層； 發射器支持單發和連發  |
| LAU-61C/A | 19管LAU-61B/A衍生型； 與Mk 66火箭發動機兼容； 具有外部熱保護塗層； 發射器支持單發和連發 |

## 彈頭
九頭蛇70的彈頭可以分為三種類型：
- 單一制彈頭與撞擊式起爆炸引信或遙控設置的多重選項引信。
- 運載炸藥的彈頭與空爆距離、使用“牆中空間”(wall-in-space)的概念或固定支座的可設置式引信。
- 訓練的彈頭。

### 引信選項
| #  | 命名             | 描述                                                               | 解除保險距離、加速度或時間                                                                                   |
| -- | ---------------- | ------------------------------------------------------------------ | --- |
| 1  | M423             | 彈尖安裝及引爆（英語：Point Detonating）； 於低速平台（直升機）上使用              | 47至102碼（42.98至93.27米）                                                                                  |
| 2  | M427             | 彈尖安裝及引爆（英語：Point Detonating）； 於高速平台上使用                        | 197至466碼（180.14至426.11米）                                                                               |
| 3  | XM436            | 空爆彈藥； 發動機噴發延遲                                          | |
| 4  | XM438/M438       | 彈尖安裝及引爆（英語：Point Detonating）                                           | |
| 5  | M440             | 彈尖引爆（英語：Point Detonating）                                                 | |
| 6  | Mk 352 Mod 0/1/2 | 彈尖引爆（英語：Point Detonating）                                                 | |
| 7  | M429             | 接近時空爆彈藥                                                     | |
| 8  | M433             | 彈尖安裝； 耐靜電容量（英語：Resistance Capacitance，縮寫：RC）                          | 超快速彈尖引爆為11至49碼（10.06至44.81米）； 在5.5碼（5.03米）增量延遲，包括3.3碼（3.02米）碉堡穿透性選項    |
| 9  | M439             | 彈底安裝； 耐靜電容量（英語：Resistance Capacitance，縮寫：RC）； 可選擇的炸藥酬載引爆點 | 在547至7,874碼（500.18至7,199.99米）之間引爆集束炸彈； 在AH-1上時則為766至7546碼（700.43至6,900.06米）； 27G |
| 10 | M442             | 空爆彈藥； 發動機噴發延遲                                          | 在3,281碼（3,000.15米）引爆閃光； 需要17—22G以解除保險                                                       |
| 11 | M446             | 彈底安裝； 空爆彈藥； 發動機噴發延遲                               | |
| 12 | Model 113A       | 彈底安裝； 空爆彈藥； 發動機噴發延遲                               | |

### 常見彈頭
| 命名        | 描述                                       | 重量                          | 炸藥酬載                                      | 引信類型          | 引信選項           |
| ----------- | ------------------------------------------ | ----------------------------- | --------------------------------------------- | ----------------- | ------------------ |
| M151        | 高爆彈尖引爆（HEPD）“10磅重”型             | 不連引信：8.7英磅（3.95公斤） | 2.3英磅（1.04公斤）B4配方高爆炸藥             | M423              | 1、2、5、7、8      |
| M156        | 白磷弹（英語：White Phosphorus，縮寫：WP）                 | 9.65英磅（4.38公斤）          | 2.2英磅（1.00公斤） 白磷                      | M423、M429        | 1、2、6、7         |
| M229        | 高爆彈尖引爆（HEPD）；細長M151“17磅重”型   | 連引信：17.0英磅（7.71公斤）  | 4.8英磅（2.18公斤）B4配方高爆炸藥             | M423              | 1、2、6、7         |
| XM245       | 集束炸彈彈頭可能是現代化 XM80／XM99        |                               | 32枚XM100 CS催淚性毒氣罐                      |                   | 3                  |
| M247        | 高爆反坦克彈（HEAT）／高爆雙用途彈（HEDP） | 8.8英磅（3.99公斤）           | 2.0英磅（0.91公斤）B4配方高爆炸藥             | M438彈尖引爆型    | 4（內置於彈頭內）  |
| M255        | APERS（殺傷）彈頭                          |                               | 2,500枚28格令（1.81克）飛鏢彈                 |                   | 9                  |
| M255E1/A1   | 飛鏢彈頭                                   | 14.0英磅（6.35公斤）          | 1,179枚60格令（3.89克）飛鏢彈                 | M439              | 9                  |
| M257        | 降落傘照明彈                               | 11.0英磅（4.99公斤）          | 一枚M257照明彈（热诱饵弹） 亮度為一百萬坎德拉 | M442              | 10（內置於彈頭內） |
| M259        | 白磷弹（英語：White Phosphorus，縮寫：WP）                 |                               |                                               |                   | 9                  |
| M261        | 多用途子炸彈（英語：Multi-Purpose Submunition，縮寫：MPSM）         | 13.5英磅（6.12公斤）          | 9枚M73（榴彈）子炸彈                          | M439與M84電發雷管 | 9                  |
| M264        | 紅磷彈（英語：Red Phosphorus，縮寫：RP）煙霧彈           | 8.6英磅（3.90公斤）           | 72枚紅磷顆粒                                  | M439              | 9                  |
| M267        | 多用途集束炸彈實訓彈                       | 13.5英磅（6.12公斤）          | 三枚標記惰性集束炸彈 六枚金屬砝碼             | M439與M84電發雷管 | 9                  |
| M274        | 實訓（煙霧）彈                             | 9.3英磅（4.22公斤）           | 2盎司（56.70克）的高氯酸钾和鋁粉              | M423              | 1                  |
| M278        | 紅外線（IR）降落傘照明彈                   | 11.0英磅（4.99公斤）          | 一枚M278紅外線閃光彈                          | M442              | 10（內置於彈頭內） |
| Mk 67 Mod 0 | 白磷弹（英語：White Phosphorus，縮寫：WP）                 |                               |                                               |                   | 1、2、6、7         |
| Mk 67 Mod 1 | 紅磷彈（英語：Red Phosphorus，縮寫：RP）                 |                               |                                               |                   | 1、2、6、7         |
| WTU-1/B     | 實訓彈                                     | 9.3英磅（4.22公斤）           | 惰性彈                                        | 無                | 無                 |
| WDU-4/A     | APERS彈頭                                  | 9.3英磅（4.22公斤）           | 96枚重量未知的飛鏢彈                          |                   | 12（內置於彈頭內） |
| WDU-4A/A    | APERS彈頭                                  | 9.3英磅（4.22公斤）           | 2,205枚20格令（1.30克）飛鏢彈                 |                   | 12（內置於彈頭內） |

## 發動機
- 重量：13.6磅（6.17公斤）
- 長度：41.7英寸（1,059.18毫米）
- 燃燒時間：1.05—1.10秒
- 平均推力（77°F）：1,335磅（Mod 2／3）、1,415磅（Mod 4）
- 火箭發動機燒損範圍：1,300英尺（396.24米）
- 火箭發動機燒損速度：2,425英尺／秒（739.14米／秒）
- 啟動旋轉速度：10轉／秒，離開發射器後則為35轉／秒
- 在發射器出口速度：148英尺／秒（45.11米／秒）
- 加速度：60—70g（初始）、95—100g（最終）
- 有效射程：547—8,749碼（500—8,000米），取決於彈頭和發射平台
- 最大射程：11,483碼（10500米），在最佳條件以下

## 精確導引型
有幾種設計努力將九頭蛇70航空火箭彈轉變成為精確導引彈藥（PGM），以產生一種具有更高精度，但比其他導彈更低成本的武器。這些包括：
- 英國航太系统先進精確殺傷武器系統II期（英語：Advanced Precision Kill Weapon System II，縮寫：APKWS II）：一個用以提供現有服役中的九頭蛇70系統雷射導引系統的計劃，雖然在2007年2月，該計劃一度被美国陆军取消了，[6]但已經在2008年獲美國海軍重新啟動。
- 美國海軍低成本影像導引火箭彈（英语：Low-Cost Guided Imaging Rocket）（縮寫：LOGIR）
- 洛克希德·马丁直接攻擊制導火箭彈（縮寫：DAGR）
- 阿連特科技系統（英语：Alliant Techsystems）／埃爾比特系統雷射導引先進戰術火箭彈（英语：Guided Advanced Tactical Rocket – Laser）（縮寫：GATR）
- 雷神TALON
- Roketsan Cirit（英语：Roketsan Cirit）
- Thales集團火箭彈精度測量系統（縮寫：RPM）

2013年3月初，由英國航太系統公司研製的先進精確殺傷武器系統在尤馬試驗場的試驗中已經成功地在AH-64「阿帕契」攻擊直升機上發射；而美國海軍對於先進精確殺傷武器系統在A-10「雷霆二式」、AV-8B「海鷂二式」和F-16「戰隼」的試驗亦帶動了美国中央司令部對於先進精確殺傷武器系統的改進版本在高速移動的噴射戰鬥機上發射的審批。

## 使用國

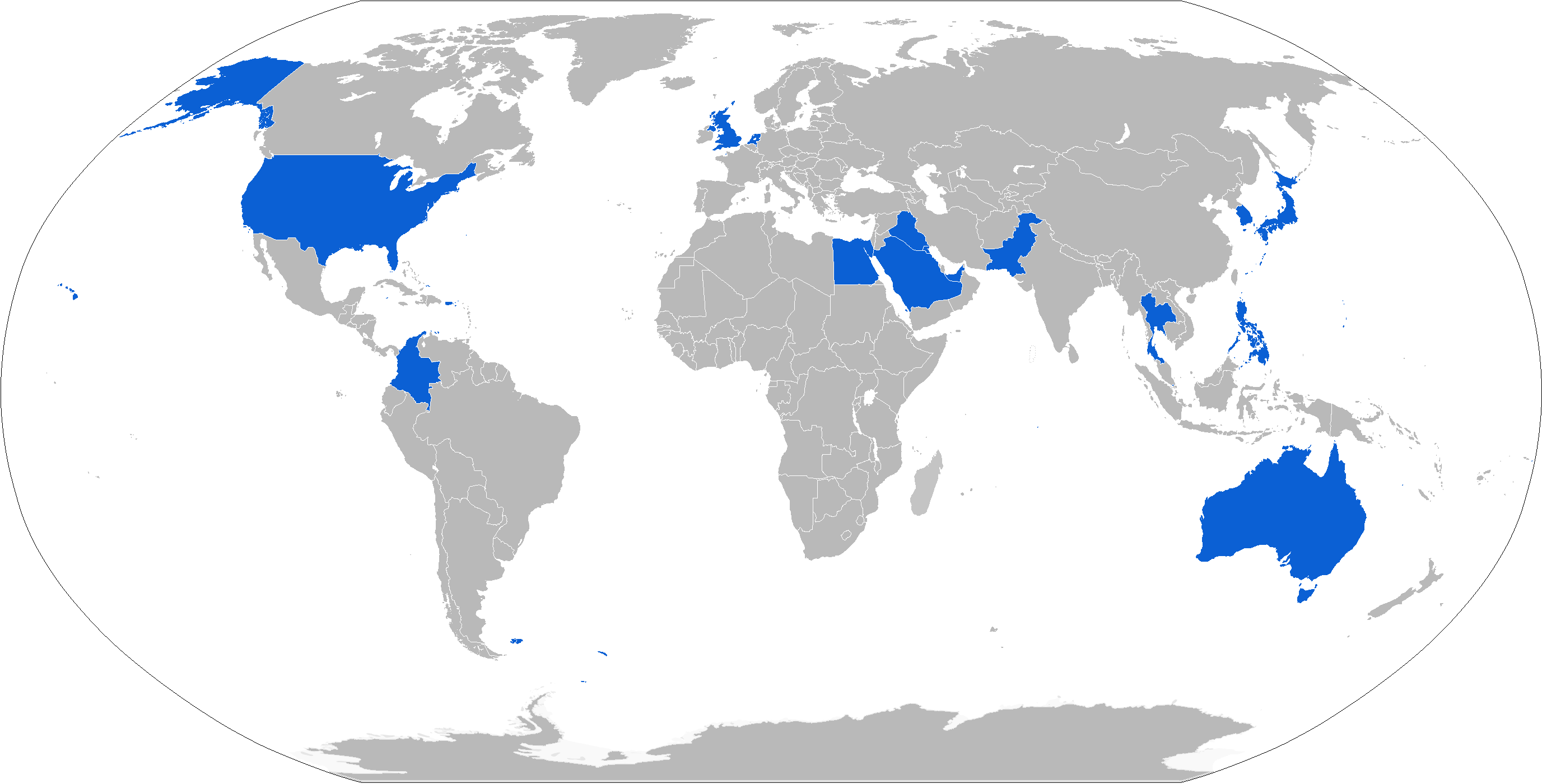
藍色為當前使用國

- 阿富汗
- 埃及
- 印度
- 伊拉克
- 印度尼西亞
- 科威特
- 黎巴嫩
- 荷蘭
- 巴基斯坦
- 菲律賓
- 日本
- 中華民國
- 沙烏地阿拉伯
- 大韓民國
- 新加坡
- 泰國
- 阿联酋
- 英国
- 美国
- 乌克兰[5]

## 資料來源
1. ↑  .   [2014-09-03]. （原始内容存档于2018-05-15）.
2. 1 2 3   (PDF), General Dynamics Armament and Technical Products: 2, 2012  [2014-09-03], （原始内容 (PDF)存档于2012-12-03）.
3. ↑  , , Military, Global Security,   [2014-09-03], （原始内容存档于2021-02-11）.
4. ↑   (PDF), GDATP,   [2014年9月3日], （原始内容 (PDF)存档于2010年7月4日）.
5. 1 2  中時新聞網. . 中時新聞網. 2023-08-02  [2023-08-04]. （原始内容存档于2023-08-04） （中文（臺灣））.
6. ↑   (PDF), US Army: 4, 2008  [2014-09-03], （原始内容 (PDF)存档于2007-06-24）.
7. ↑  APKWS Laser-Guided Rocket Tested On Apache | AWIN content from Aviation Week[]

## 外部連結
- （英文）—. GlobalSecurity.   [2005-09-01]. （原始内容存档于2021-02-11）.
- , Defense Industry Daily, April 2006  [2014-09-03], （原始内容存档于2008-05-17）.
- , Designation Systems,   [2014-09-03], （原始内容存档于2018-07-18）.
- , , Weapon Systems, General Dynamics,   [2014-09-03], （原始内容存档于2009-10-12）.
- ,   [2014-09-03], （原始内容存档于2020-11-11）